# Вулька-Длужевська
Вулька-Длужевська (пол. Wólka Dłużewska) — село в Польщі, у гміні Сенниця Мінського повіту Мазовецького воєводства.
Населення — 197 осіб (2011).
У 1975-1998 роках село належало до Седлецького воєводства.

## Демографія
Демографічна структура станом на 31 березня 2011 року:
|          | Загалом | Допрацездатний вік | Працездатний вік | Постпрацездатний вік |
| -------- | ------- | ------------------ | ---------------- | -------------------- |
| Чоловіки | 96      | 18                 | 68               | 10                   |
| Жінки    | 101     | 18                 | 62               | 21                   |
| Разом    | 197     | 36                 | 130              | 31                   |